# Jack Sock
Jack Sock (n. 24 septembrie 1992) este un jucător profesionist american de tenis. El a câștigat patru titluri ATP în carieră la simplu și 15 titluri la dublu și s-a aflat pe locul 8 mondial la simplu (20 noiembrie 2017) și pe locul 2 mondial la dublu (10 septembrie 2018).